# Kanton Le Massegros
Kanton Le Massegros (francouzsky Canton du Massegros) je francouzský kanton v departementu Lozère v regionu Languedoc-Roussillon. Tvoří ho devět obcí.

## Obce kantonu
- Le Massegros
- Le Recoux
- Saint-Georges-de-Lévéjac
- Saint-Rome-de-Dolan
- Les Vignes